# ئی‌ام‌دی جی‌تی۲۲سی‌یوام-۱
ئی‌ام‌دی جی‌تی۲۲سی‌یوام-۱ (انگلیسی: EMD GT22CUM-۱) یک لوکوموتیو دیزلی ساخت شرکت الکترو-موتیو دیویژن است.
این لوکوموتیو دارای ۱۲ سیلندر، توان خروجی ۲۲۵۰ اسب بخار و ۱۰۰ کیلومتر بر ساعت سرعت نهایی بوده است.